# 延艺
延艺（1966年12月22日—），中国大陆导演，生于陕西省绥德。2020年在电视剧《大秦赋》中担任导演。

## 作品
延艺担任导演的作品有：《同是一个太阳》《教练的女儿》《凡人神曲》《心手相连》《深圳往事》《家有小丑》《虎斑贝》《女船长》《西部歌王王洛宾》《实习生的故事》《八瓣格桑花》《盖世太保枪口下的中国女人》《玉蝴蝶》《古城琴声》《银饰》《张大千》《越王勾践》《大秦帝国之裂变》《博士县长》《特殊争夺》《盘龙卧虎高山顶》《母子连心》《国家命运》《热血码头》《你是我的亲人》《福山恋》《邻居的诱惑》《大秦赋》。